# Xavier Bosch i Sancho
- Este artigo foi inicialmente traduzido, total ou parcialmente, do artigo da Wikipédia em castelhano cujo título é «Xavier Bosch», especificamente desta versão.

Xavier Bosch i Sancho  (Barcelona, 21 de julho de 1967) é um escritor e jornalista catalão, casado com a colega jornalista e crítica de televisão Monica Planas.
Licenciado em Ciências da Comunicação pela Universidade Autônoma de Barcelona (UAB), tem se desdobrado na mídia catalã, como rádio, televisão e jornais, é o autor de uma peça de teatro e vários livros, e vencedor de, entre outros, prêmio Ondas. Atualmente apresenta o programa Agora na TV3.

## Trabalho publicado

### História curta
- Jo, el simolses, Barcelona: La Magrana, 1992.
- Estimat diari, Barcelona: La Magrana, 1996.
- Vicis domèstics, Barcelona: La Magrana, 1998.

### Romance
- La màgia dels reis, Barcelona: Columna - La Galera, 1994.
- Se sabrà tot, Barcelona: Edicions Proa S.A., 2010.
- Homes d'honor, Barcelona: Proa, 2012.[1]
- Eufòria, 2014.[2]
- Algú com tu, 2014

### Teatro
- "El culékulé", Barcelona: La Magrana, 1996

## Prêmios e Reconhecimentos
- 1997-Prêmio Ondas: "Alguna pregunta més?"
- 1999-Prêmio Mundo Deportivo de periodismo: "Aquest any, cent!".
- Prêmio APEI-Catalunya (en su sexta edición) por su labor como jefe de programación de RAC 1 y conductor del magacín matinal "El Món a RAC 1".
- 2007-Prêmio Radio Asociación de Cataluña, categoria "Melhor Programa de Rádio".
- 2009-Prêmio Sant Jordi de romance :"Se sabrà tot".[3]
- 2015- Prêmio Ramon Llull:Algú com tu.[4]